# 1973年6月30日の日食

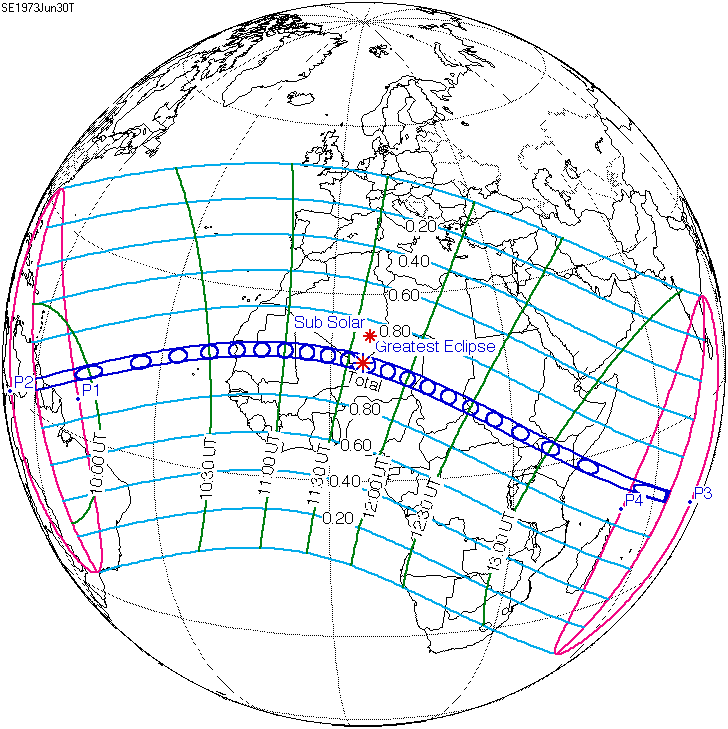

1973年6月30日の日食は、1973年6月30日に観測された日食である。ブラジル北端のごく小さい部分、ガイアナ、オランダ領ギアナ、ポルトガル領カーボベルデ、モーリタニア、マリ、アルジェリア、ニジェール、チャド、中央アフリカ、スーダン、ウガンダ、ケニア、ソマリア、イギリス領セーシェルで皆既日食が観測され、大西洋の両岸から西インド洋までの間の広い範囲で部分日食が観測された。最大の持続時間が約7分4秒で、1955年6月20日から2150年6月25日までの間に持続時間の最も長い皆既日食である。紀元前4000年から西暦6000年の1万年間に日食が23740回あり、そのうち6326回は皆既日食である。ただし、持続時間が7分間を超えるのは59回だけである。コンコルド旅客機での空中観測も行われ、皆既食の持続時間が74分に延ばされ、史上最長の観測時間である。

## 通過した地域
皆既帯が通過した、皆既日食が見えた地域はブラジル最北端のごく小さい部分、ガイアナ、オランダ領ギアナ（現在のスリナム）北部（行政所在地、現在の首都パラマリボを含む）、ポルトガル領カーボベルデのサント・アンタン島とサン・ヴィセンテ島）、モーリタニア、マリ共和国北部、アルジェリア南部、ニジェール、チャド、中央アフリカ最北端、スーダン南部（現在のスーダン南西部と南スーダンの一部）（主要都市、現在の南スーダン首都ジュバを含む）、ウガンダ北東部、ケニア北部、ソマリア南西部、イギリス領セーシェル（現在のセーシェル）のアルフォンス諸島だった。皆既食の最大はニジェールのアガデス州チロゼリーヌ県にあった。
また、皆既日食が見えなくても、部分日食が見えた地域はアメリカ合衆国のフロリダ州東部沿岸、アンティル諸島東部、南アメリカ北東部、アフリカのほとんど（南部を除く）、ヨーロッパ南部、アジア南西部だった。

## 観測
皆既食の観測時間を延ばすため、アメリカのロスアラモス国立研究所の科学者は2機の飛行機に乗り、月の本影の経路に沿って空中で観測した。
2機のうち1機はコンコルドの原型1号機であるで、フランス人テストパイロットのアンドレ・トゥルカに操縦され、アメリカ、イギリス、フランスの科学者を乗せた。飛行機でコロナ研究用の機械が設置され、ピエール・レナ、セルジュ・コッチュミー（Serge Koutchmy）などは測定器と月の影の移動を撮影するカメラを持った。飛行機はスペイン領カナリア諸島のラス・パルマス・デ・グラン・カナリアを出発し、南へ西サハラを縦断し、10:53:30（UTC、以下同じ）にモーリタニアのアドラル州上空で月の本影に入り（飛行機での皆既食の始め）、本影の移動経路に沿って東へ飛行し、モーリタニア、マリ、ニジェール3カ国を横断し、12:07:24にニジェールのディファ州がチャドと国境を接する地域付近で月の本影を出（飛行機での皆既食の終わり）、飛行方向を南に変え、45分後にチャドの首都ンジャメナに着陸した。着陸の時はまだ部分日食中で、部分日食は13:34に終わった。飛行機はマッハ数2.03（2,200キロメートル毎時 (1,400 mph)を超える）の速度で17,000メートル (56,000 ft)の高さで飛行し、皆既食の持続時間を地上の10倍以上に延ばした。地上の最大持続時間は約7分4秒で、既に皆既日食の中で数少ない7分間を超えた例のひとつで、飛行機での持続時間は74分間を超え、史上最長の観測時間である。この観測には飛行の精密さが必要である。予定時刻より6分早ければ、月の本影を待つことに42分を費やし、飛行機が着陸準備状態に入らざるを得ない時によって皆既食は32分しかなく、予定時刻より6分遅れば、月の本影が寸前に去り、皆既食を完全に見逃すことになる。不安定な大気の流れに余地を残すため、パイロットのトゥルカは予定時刻の20秒前に離陸し、必要な時は空中で減速により到着時間を遅らせると決めた。結果、飛行機は予定時刻とわずか1秒の差で月の本影に入った。歴史上次のコンコルド機での皆既日食観測は1999年8月11日だった。
もう1機はボーイングNC-135だった。同機は1966年11月12日にも皆既日食を観測する科学者を乗せてブラジル沿岸に飛行した。1973年、月の本影にとどまる時間は13分だった。
また、アメリカカリフォルニア州南部のサンアントニオ山大学のダグラス DC-8チャーター機も150人を乗せ、アフリカ東海岸上空で月の本影に入り、3分間続いた。20秒ごとに椅子を回し、乗客は35,000フィート (11,000 m)の高さで交代で皆既日食の観察と撮影をした。